# Кувшин Тоби

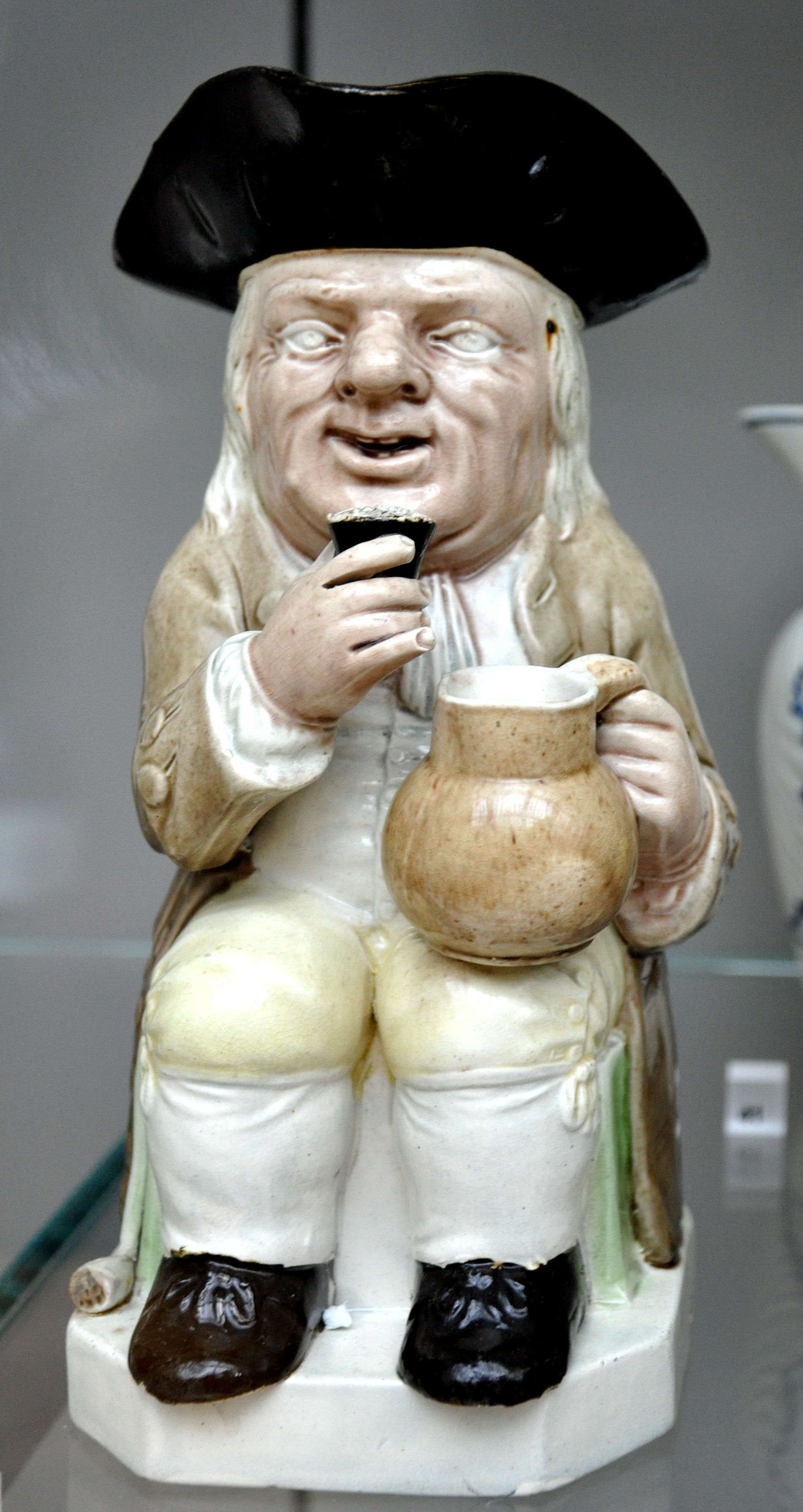
Кувшин Тоби, Ральф Вуд (младший), Берслем, ок. 1782-1795; керамика, покрытая свинцовой глазурью.

Кувшин Тоби (англ. Toby Jug), также известный как Филлпот (англ. Fillpot/Phillpot), — керамический кувшин в виде сидящего человека, либо головы известного персонажа (Наполеон, Шерлок Холмс, король Георг V, Черчиль и т.п.).
Обычно это плотный сидящий жизнерадостный мужчина с пивной кружкой в одной руке и трубкой в другой, одетый в костюм XVIII века: длинное пальто и треуголку. Треуголка образует сливной носик, обычно с крышкой (которая при том является кружкой или стопкой), а сзади прикреплена ручка. Кувшины, изображающие только бюст персонажа, также называются кувшинами Тоби, хотя точнее их следовало бы называть «персонированными кувшинами». Чаще всего используются в качестве кувшина для пива, либо пивной кружки.
Оригинальный кувшин Тоби из коричневой соляной глазури был придуман и популяризирован стаффордширскими гончарами в 1760-х годах. Считается, что он был развитием аналогичных делфтских кувшинов из Нидерландов. Подобные изделия производились и в других гончарных мастерских, сначала в Стаффордшире, потом по всей Англии и, наконец, в других странах. Известен кувшин-автопортрет в форме собственной головы Поля Гогена (1899).

## Музеи
Существует музей кувшинов Тоби в Эванстоне, штат Иллинойс, США.